# Liutprand longobárd király

A longobárdok (kékkel) és a bizánciak (narancssárgával) fennhatósága alatti területek Itáliában Liutprand uralkodásának idején

Liutprand, néhol Luitprand (680 körül – 744 januárja) longobárd király 712-től haláláig. Longobardia fennhatósága alá vetette a beneventumi hercegséget és meghódította a római pápa birtokainak nagy részét. Elfoglalta Ravennát és a Romagnát (728), támogatta Martell Károlyt az arabok ellen (739), s engedelmességre szorította (742) a tőle elpártolt – és II. Gergely pápa által támogatott – spoletói és beneventi hercegeket. Életének fő célját, Róma elfoglalását azonban nem bírta megvalósítani.

## Uralkodása
Liutprand hosszú trónviszály után került a trónra. A lovagias, ifjú király nagy terveken törte a fejét: a longobárd fennhatóságot ki akarta terjeszteni egész Itáliára, amit természetesen csak úgy érhetett el, hogy kiszorítja Itáliából a kelet-római császárt és leigázza a római pápa birtokát is, amit akkoriban a római dukatusnak (hercegségnek) neveztek. A nagy terv megvalósítására csakhamar kedvező alkalom kínálkozott: a képromboló bizánciak megkezdték Itáliában is romboló munkájukat. Az itáliai lakosság azonban élén a papsággal,, nyíltan szembehelyezkedett a mozgalommal, és amikor III. Leó császár 726-ban rendeletet adott ki a képek tisztelete ellen, II. Gergely pápa az egyébként is izgatott itáliai népet nyílt lázadásra szólította fel a császár eretnek szándékai ellen. Velence és a Pentapolis azonnyomban fel is lázadt, Róma megtagadta az adófizetést, a bizánci hivatalnokokat elkergették, sőt az itáliaiak arra gondoltak már, hogy új császárt választanak Leó helyébe. Liutprand elérkezettnek látta az időt nagy terve megvalósítására. Betört a bizánci uralom alatt álló ún. exarchátus területére és elfoglalta a bizánci helytartó székhelyét, Ravennát, valamint a Pentapolist, továbbá Emiliát. Betört a pápai birtokokra is, de mivel nagyon vallásos volt, II. Gergely pápa rá tudta bírni a visszatérésre, sőt Liutprand a pápának ajándékozta Sutri városát is.
Gergely azonban nem érte be ennyivel hanem örökre meg akart szabadulni a „veszélyes szomszédtól”, ezért Ursus velencei herceget háborúra bírta a longobárdok ellen. Ursus 726-ban visszafoglalta Ravennát, de Liutprand ellene szövetkezett a görög helytartóval. Hamarosan legyőzte Ursust, majd 729-ben ostrom alá vette Rómát. A pápa azonban újra rábírta a békére, így Liutprand visszavonult Róma falai alól. Hamarosan II. Gergely meghalt, utóda, III. Gergely pápa pedig rávette a spoletói és beneventi hercegeket, hogy lázadjanak fel Liutprand ellen. A király a lázadást leverte és újra támadásba lendült a pápai birtokok ellen. III. Gergely 739-ben Martell Károly frank majordomus segítségét kérte, aki azonban elutasította a pápát, mivel neki is szüksége volt a longobárdok segítségére az arabok ellen. Liutprand 741-ben seregével már újra Róma falai előtt állt, amikor III. Gergely pápa meghalt, utóda pedig, Zakariás pápa 742-ben békét kötött a longobárd királlyal. Ennek értelmében Liutprand visszaadta a pápának a római dukátus megszállt részeit, sőt még a pápának ajándékozta Sabinát, Osimot és Anconát is néhány apróbb várossal együtt. Nem sokkal a békeszerződés megkötése után a pápa meglátogatta Liutprandot Paviában, ahol rábeszélte, hogy adja vissza Bizáncnak Ravennát és környékét is. Liutprand 744-ben halt meg. Paviában temették el, a longobárd trónon unokája, Hildeprand követte.

## Gyermekei
Liutprand Guntrutot, Theudebert bajor herceg leányát vette feleségül. Házasságukból egyetlenegy – ismeretlen nevű – leány született.

## Eredeti források
- Origo Gentis Langobardorum
- Andreæ Bergomatis Chronicon